# LNER Class A3 4472 Flying Scotsman
LNER Class A3 4472 Flying Scotsman — паровоз типа 2-3-1 («Пасифик»), построенный в 1923 году на заводе Doncaster Works железнодорожной компании London and North Eastern Railway (LNER) по проекту Найджела Грезли. Работал на магистральной линии East Coast Main Line LNER, а после национализации — восточного и северо-восточного регионов British Railways, в частности, на маршруте Лондон — Эдинбург, где водил поезд Flying Scotsman («Летучий шотландец»), в честь которого и был назван.
Паровоз установил два мировых рекорда: 30 ноября 1934 года он стал первым паровозом, для которого официально зафиксирована скорость в 100 миль в час (160,9 км/ч), а затем 8 августа 1989 года во время пребывания в Австралии преодолел без остановок наибольшее расстояние в 422 мили (679 км).
После вывода из эксплуатации в 1963 году с пробегом 2,08 млн км, Flying Scotsman обрёл известность как музейный экспонат, последовательно находясь в собственности Алана Пеглера, Уильяма Макалпина, Тони Марчингтона, и, наконец, Национального железнодорожного музея.
Помимо участия в исторических поездках в Великобритании, паровоз с 1969 по 1973 годы находился в США и Канаде, в 1988—1989 годах — в Австралии. В 1990-е упоминался как самый известный в мире паровоз. В 2015 году по результатам опроса представителей четырёх континентов, проведённого The Telegraph, также был признан самым известным локомотивом.

## История
Паровоз изготовлен 1923 году. Его строительство было начато ещё компанией Great Northern Railway (GNR), впоследствии вошедшей в LNER. На момент постройки принадлежал серии А1 и получил номер 1472 в системе GNR, поскольку LNER ещё не определилась с собственной схемой нумерации.
Паровоз выполнял функции флагманского локомотива LNER: он представлял компанию на Британской имперской выставке в Уэмбли в 1924 и 1925 годах. До этого, в феврале 1924 года, он получил название Flying Scotsman и новый номер 4472. С тех пор паровоз постоянно использовался в рекламных целях.
После изменения парораспределительного механизма стал одним из пяти паровозов серии Gresley Pacific, предназначенных для престижного экспресса Flying Scotsman из Лондона в Эдинбург, первая поездка которого состоялась 1 мая 1928 года. Для работы на маршруте паровоз получил большой восьмиколёсный тендер, который вмещал 9,14 т угля. Вместе с системой пополнения воды на ходу это позволяло ему проходить 631 км от Лондона до Эдинбурга за 8 ч без остановок.

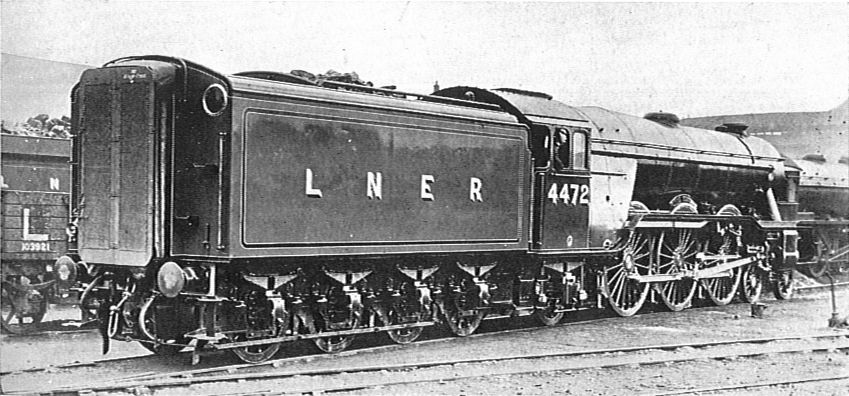
4472 Flying Scotsman в 1928 году с проходным тендером

Тендер имел проход, позволявший попадать в кабину паровоза из поезда, так что паровозная бригада также могла сменяться на ходу.
Паровоз Great Western Railway 3440 City of Truro по неофициальным замерам ранее уже достигал скорости в 100 миль в час, однако 4472 Flying Scotsman стал первым паровозом, для которого эта рекордная скорость была подтверждена по всем правилам 30 ноября 1934 года. Облегчённый испытательный поезд вёл Билл Спаршатт. Официальный рекорд скорости на рельсах активно пропагандировался LNER.
Паровоз использовал проходной тендер в период с апреля 1928 по октябрь 1936 года, после чего перешёл на тендер первоначального типа. В июле 1938 года тендер сменили на обтекаемый, с которым паровоз проработал до вывода из эксплуатации. 22 августа 1928 появилась улучшенная версия серии А1, обозначенная А3, и старые локомотивы постепенно перестраивались в новую серию. С 25 апреля 1945 года все паровозы серии А1, не прошедшие модернизацию, были переклассифицированы в А10, чтобв освободить обозначение для новых «пасификов» Томпсона и Пепперкорна. Модернизация Flying Scotsman в серию A3 на заводе Donkaster Works завершилась 4 января 1947 года, он получил котёл с длинным банджообразным паровым колпаком, который установлен на нём в настоящее время. Он успел дважды поменять номер: по новой системе Эдварда Томпсона в январе 1946 года ему присвоили № 502, а в мае того же года, в соответствии с поправкой к первоначальной системе нумерации, № 103. После национализации железных дорог 1 января 1948 года почти все номера паровозов LNER были увеличены на 60000, Flying Scotsman в декабре 1948 года стал № 60103.
С 5 июня 1950 года по 4 июля 1954 года и с 26 декабря 1954 года по 1 сентября 1957 года, в составе British Railways, паровоз был приписан к Центральному депо Лестера на Great Central Railway, где водил поезда от станции Ноттингем-Виктория до станции Лондон-Мэрилебон через Лестер-Централ.
Все паровозы серии А3 были впоследствии оснащены двойной трубой Kylchap, что улучшало производительность и экономичность. Это сделало выхлоп более мягким со смещением дыма, что мешало переднему обзору машиниста. Для решения проблемы в 1960 году на паровоз установили дефлекторы дыма немецкого типа, что несколько изменило его внешний вид.

## Сохранение
В 1962 году British Railways объявили, что Flying Scotsman будет продан на слом. № 60103 совершил последнюю поездку 14 января 1963 года. Группа под названием «Спасите нашего шотландца» (Save Our Scotsman) пыталась найти средства на выкуп паровоза, но требуемую сумму в £3000 собрать не удалось.

### Алан Пеглер

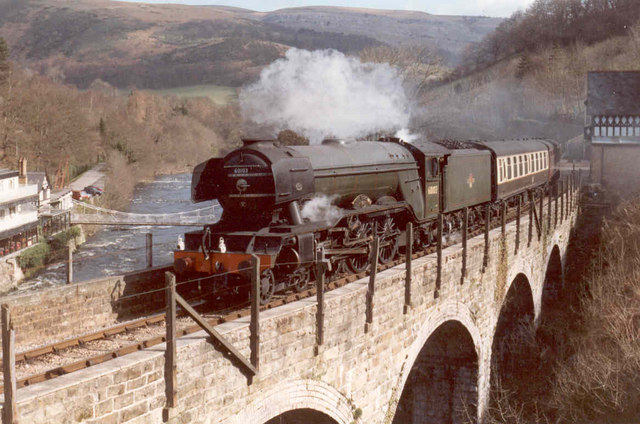
Flying Scotsman в раскраске и с номером British Railways, оснащённый двойной трубой и дефлекторами дыма

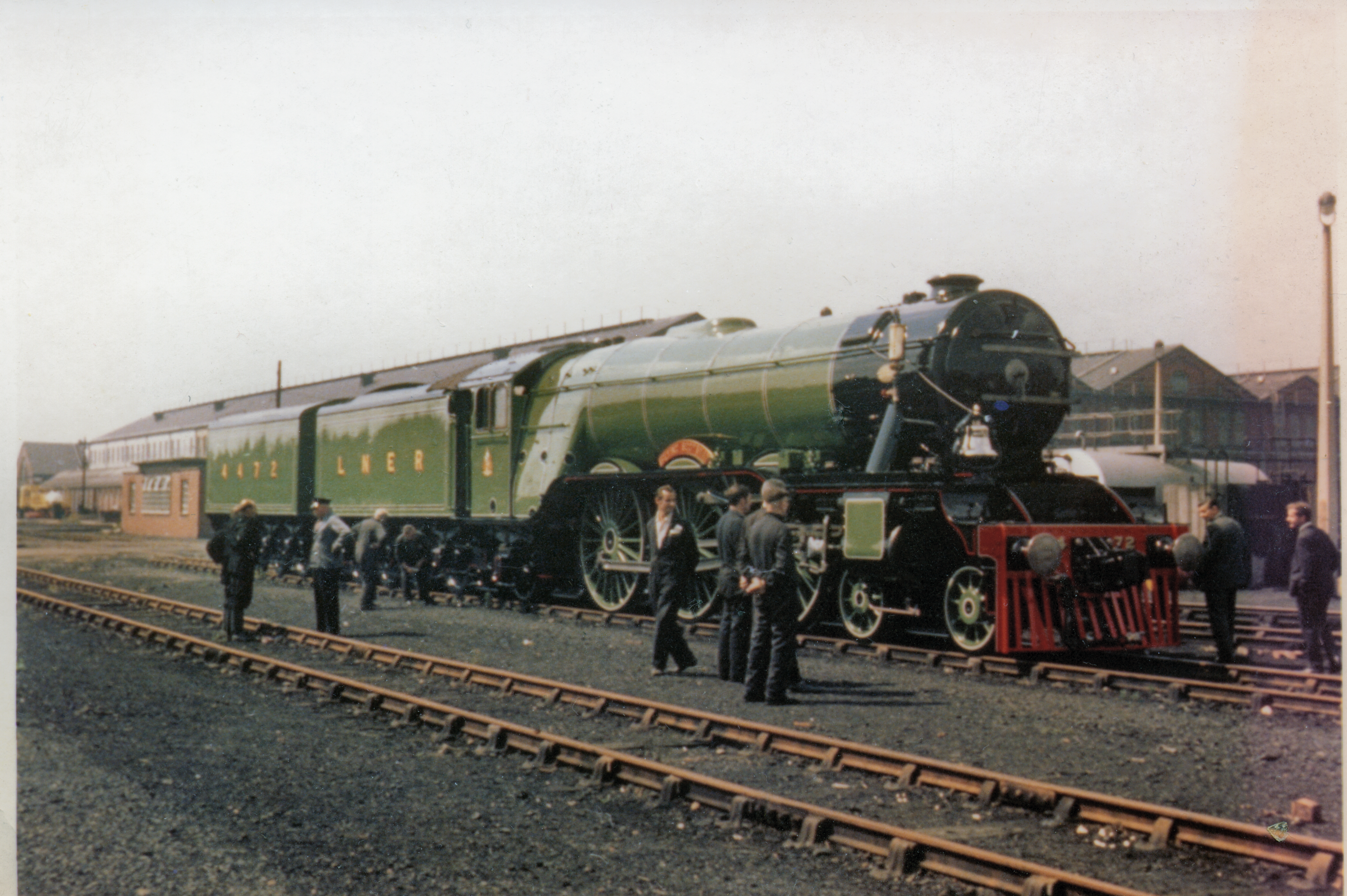
Flying Scotsman готов отправиться в тур по США (1969)

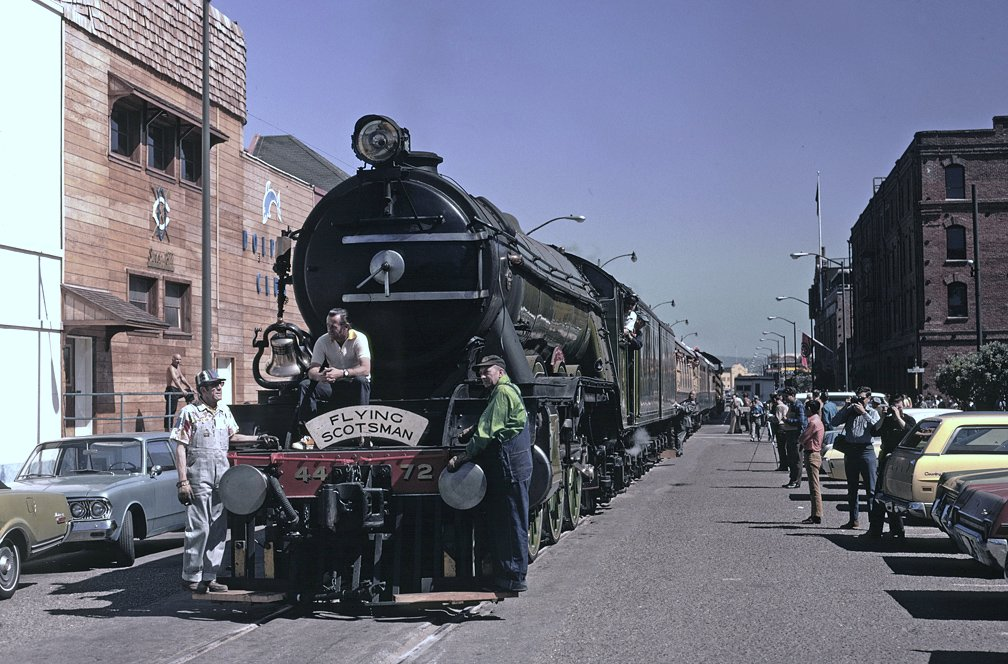
Flying Scotsman на Рыбацкой пристани в Сан-Франциско (март 1972)

Алан Пеглер, впервые увидевший паровоз на Британской имперской выставке в 1924 году, в 1961 году получил £70000 за свою долю в Northern Rubber, проданной компании Pegler’s Valves, которую основал его дед. Прежде чем Flying Scotsman был отправлен на металлолом, Пеглер, при политической поддержке премьер-министра Гарольда Вильсона, выкупил паровоз. Следующие несколько лет на деньги Пеглера паровоз восстанавливали на заводе Doncaster Works, стремясь приблизить его облик ко времени LNER: были сняты дефлекторы дыма, возвращена одинарная труба и проходной тендер, с которым паровоз работал с 1928 по 1936 год. Он был также перекрашен в цвета LNER.
После этого Пеглер уговорил совет British Railways дать разрешение на специальные поездки для любителей истории железных дорог. Так Flying Scotsman стал единственным паровозом, работавшим в тот момент на главном пути железных дорог Великобритании. Было выполнено несколько исторических поездок, включая безостановочный переход из Лондона в Эдинбург в 1968 году, когда официально завершилась история паровой тяги в British Railways. Вместе с этим была практически демонтирована система водоснабжения, и в сентябре 1966 года Пеглер приобрёл второй проходной тендер для использования в качестве вспомогательного хранилища воды, который прицеплялся позади основного.
По договору Пеглер мог использовать паровоз на британских линиях до 1972 года. После капитального ремонта зимой 1968—1969 годов правительство Гарольда Вильсона согласились субсидировать отправку паровоза в Соединенные Штаты и Канаду в качестве поддержки британского экспорта. В соответствии с местными правилами, на паровоз установили метельник, колокольчик, автосцепку, свисток в американском стиле, воздушные тормоза и мощную фару. Тур начался в Бостоне, штат Массачусетс, и вскоре столкнулся с проблемами в некоторых штатах, затребовавших повышенную оплату из-за пожароопасности. Эти штаты паровоз преодолевал на буксире у тепловозов. В 1969 году поезд проделал путь из Бостона в Нью-Йорк, Вашингтон и Даллас, в 1970 году прошёл от Техаса до Висконсина и завершил маршрут в Монреале, в 1971 году вышел из Торонто и добрался до Сан-Франциско. Общая длина маршрута составила 24 800 км.
Премьер-министр Эдвард Хитс, возглавивший консервативное правительство в 1970 году, прекратил поддержку Пеглера, но тот решил работать в сезоне 1970 года самостоятельно. К концу этого года деньги кончились, Пеглер имел долг в £132 000, а паровоз был оставлен на хранении в депо Шарп, принадлежавшем Армии США, чтобы не допустить его передачи кредиторам. Сам Пеглер смог вернуться из Сан-Франциско в Англию на круизном лайнере в 1971 году, читая лекции о поездах и путешествиях; в 1972 году Верховным судом он был объявлен банкротом.
В 1966 году Алан Пеглер также приобрели котёл и детали цилиндра паровоза той же серии 60041 Salmon Trout. Хотя считается, что 60041 был сдан в металлолом, его котёл экспонируется в Национальном железнодорожном музее в Йорке.

### Уильям Макалпин

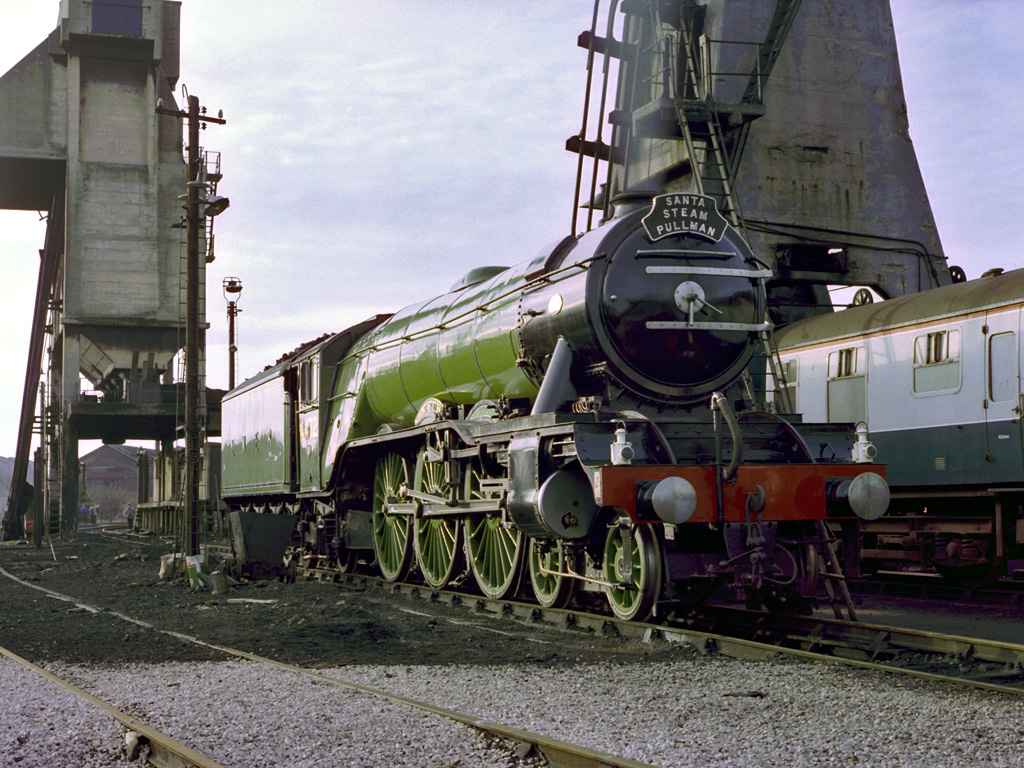
Flying Scotsman в Карнфорте в 1982 году с оригинальной трубой и без немецких дефлекторов дыма

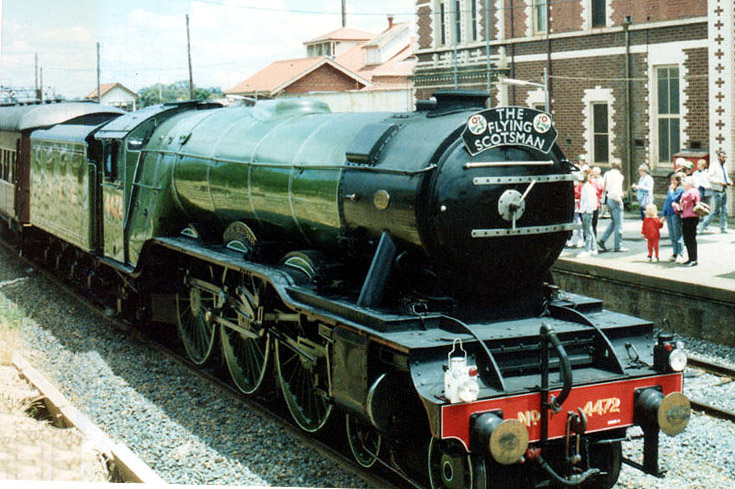
Flying Scotsman на станции Сеймур, штат Виктория, в 1989 году. На паровозе установлено электрическое освещение и воздушные тормоза для эксплуатации на железных дорогах Австралии

Появились опасения за будущее паровоза, выдвигались предположения, что он может остаться в США или даже быть разобран. Но в дело вмешался Алан Макалпин, которому в январе лично позвонил Алан Блум. Макалпин выкупил паровоз за £25 000 у финансовой компании в доках Сан-Франциско. После возвращения паровоза в Великобританию через Панамский канал в феврале 1973 года, Макалпин оплатил его ремонт на заводе Derby Works.
Испытания после ремонта проходили на Paignton and Dartmouth Steam Railway летом 1973 года, после чего Flying Scotsman был переведен в Стимтаун в Карнфорте, откуда совершал исторические поездки. В декабре 1977 года паровоз был отправлен на завод Vickers Engineering Works в Барроу-ин-Фернесс для капитального ремонта, в том числе и запасного котла.
В октябре 1988 года Flying Scotsman прибыл в Австралию, чтобы принять участие в торжествах, посвящённых двухсотлетию страны. Он стал основной достопримечательностью фестиваля Aus Steam '88. Организаторы хотели представить публике LNER А4 4468 Mallard, однако в связи с 50-летием мирового рекорда скорости он был недоступен, и на замену предложили Flying Scotsman. В течение следующего года паровоз проехал более 45 000 км по австралийским рельсам, в заключение преодолев трансконтинентальный маршрут из Сиднея в Перт через Алис-Спрингс, став первым паровозом, проехавшим по только что построенной линии стандартной колеи Central Australia Railway.
Другими примечательными эпизодами стали совместная работа Flying Scotsman с локомотивом типа «Пасифик» 3801, принадлежавшего New South Wales Government Railways; тройной параллельный заезд с ширококолейными паровозами серии Victorian Railways R class; параллельный заезд с паровозами 520 и 621, принадлежавших South Australian Railways. Во время посещения Перта Flying Scotsman вновь встретился с GWR 4073 Class Pendennis Castle, с которым выставлялся на Британской имперской выставке. 8 августа 1989 года Flying Scotsman установил очередной рекорд, преодолев на маршруте Мельбурн — Алис-Спрингс без остановок 679 км от Паркеса до Брокен-Хилл. Во время той же поездки паровоз установил личный рекорд тяги, ведя 735-тонный поезд на протяжении 790 км от Таркулы до Алис-Спрингс.
Паровоз вернулся в Великобританию в 1990 году и продолжил работу на основной линии, пока в 1993 году не истёк срок его сертификата. После этого Flying Scotsman продолжил работу на исторических железных дорогах. Чтобы собрать средства на предстоящий капитальный ремонт, он был приведён в состояние, удовлетворяющее требованиям British Railways, вновь оборудован дефлекторами дыма и двойной трубой, а также перекрашен в зелёный цвет British Railways. В 1995 году паровоз был разобран в Southall Railway Centre в Западном Лондоне и перешёл в собственность консорциума, в который вошли Макалпин и музыкальный продюсер Пит Уотерман.

### Тони Марчингтон
Некоторое время будущее паровоза было неясным из-за расходов на ремонт и реставрацию, необходимых для соответствия жестким техническим стандартам главного пути. Но в 1996 году Flying Scotsman купил известный в кругах поклонников старины Тони Марчингтон. За три года локомотив привели в рабочее состоянии, потратив на это £1 млн, что стало на тот момент самой дорогой реставрацией локомотива. О времени, когда паровозом владел Марчингтон, Channel 4 снял документальный фильм: A Steamy Affair: The Story of Flying Scotsman.
Flying Scotsman начал регулярно водить по главному пути «Восточный экспресс» и другие поезда. В 2002 году Марчингтон разработал бизнес-план, который включал в себя строительство «Деревни Летучего шотландца» в Эдинбурге, чтобы обеспечить доход от использования бренда. В марте 2002 года на бирже OFEX были размещены акции компании Flying Scotsman plc, но в 2003 году городской совет Эдинбурга отклонил идею, и в сентябре 2003 года Марчингтон был объявлен банкротом. На годовом собрании акционеров в октябре 2003 года генеральный директор Flying Scotsman plc Питер Батлер объявил об убытке в размере £474 619, и овердрафте в £1,5 млн в банке Barclays Bank и заявил, что компания имеет достаточно средств, чтобы работать до апреля 2004 года. В ноябре котировка акций компании на OFEX была приостановлена, после того как не были опубликованы промежуточные итоги.

### Национальный железнодорожный музей

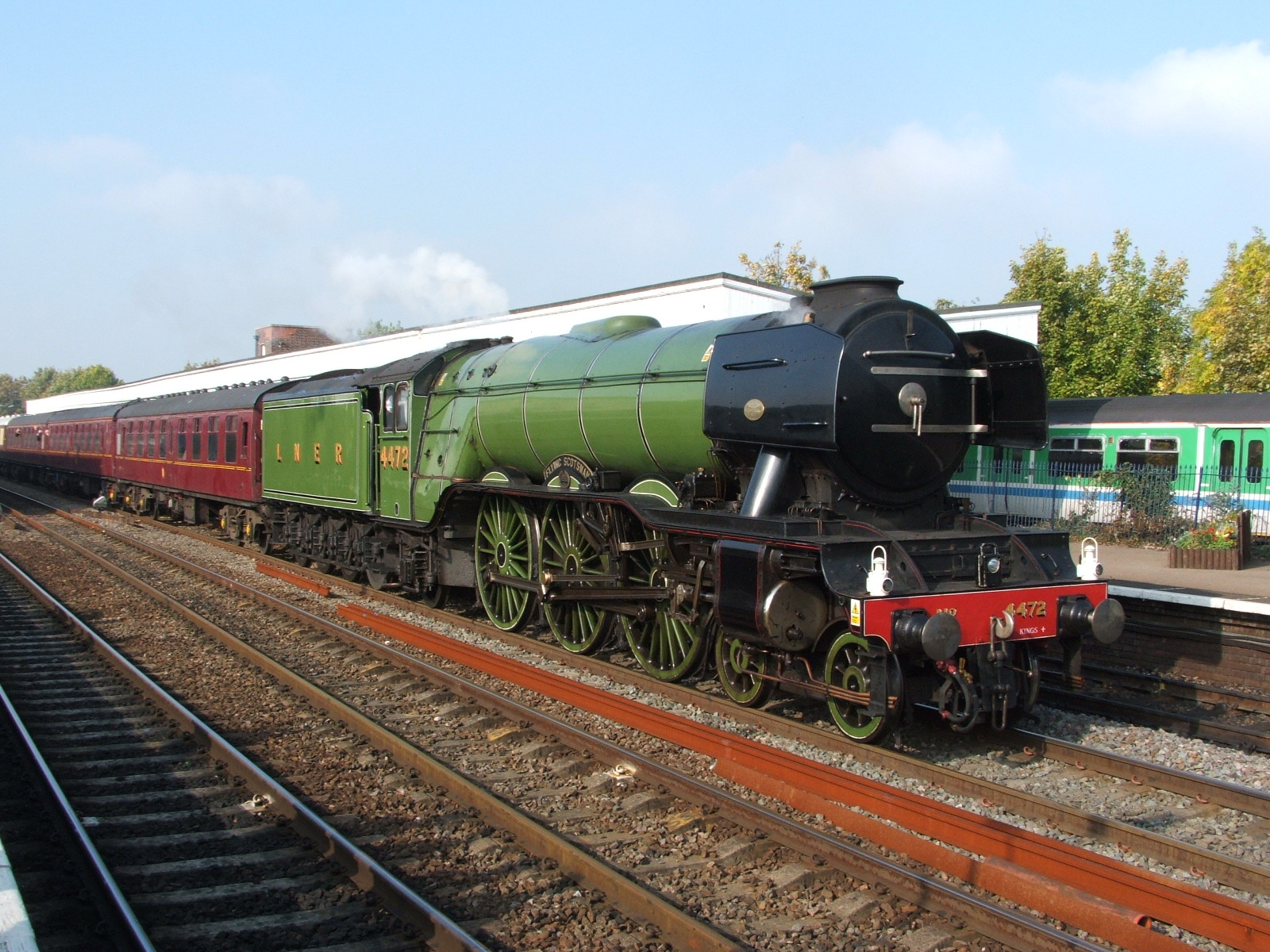
Flying Scotsman в Лимингтон в октябре 2005 года

В феврале 2004 года долговое агентство, действующее от имени Flying Scotsman plc, объявило, что выставит паровоз на аукцион, который состоится 2 апреля Несмотря на опасения СМИ, что Flying Scotsman будет продан за границу, об участии в торгах заявил Национальный железнодорожный музей в Йорке. Музею удалось приобрести паровоз за £2,3 млн, на 15 % выше второй по величине ставки.
Основная часть средств на покупку поступила из гранта в размере £1,8 млн от Мемориального фонда национального наследия, а остальную часть составили £350 000 пожертвований, такой же по размеру вклад Ричарда Брэнсона и £70 000, собранные газетой Yorkshire Post . В приобретённый комплект вошли локомотив, запасной котёл серии А3 (построенный в 1944 году и использовавшийся на Flying Scotsman с 1965 по 1978 год), запасные цилиндры и служебный вагон Mk1. Паровоз был доставлен в Йорк и размещён в экспозиции Railfest 2004.

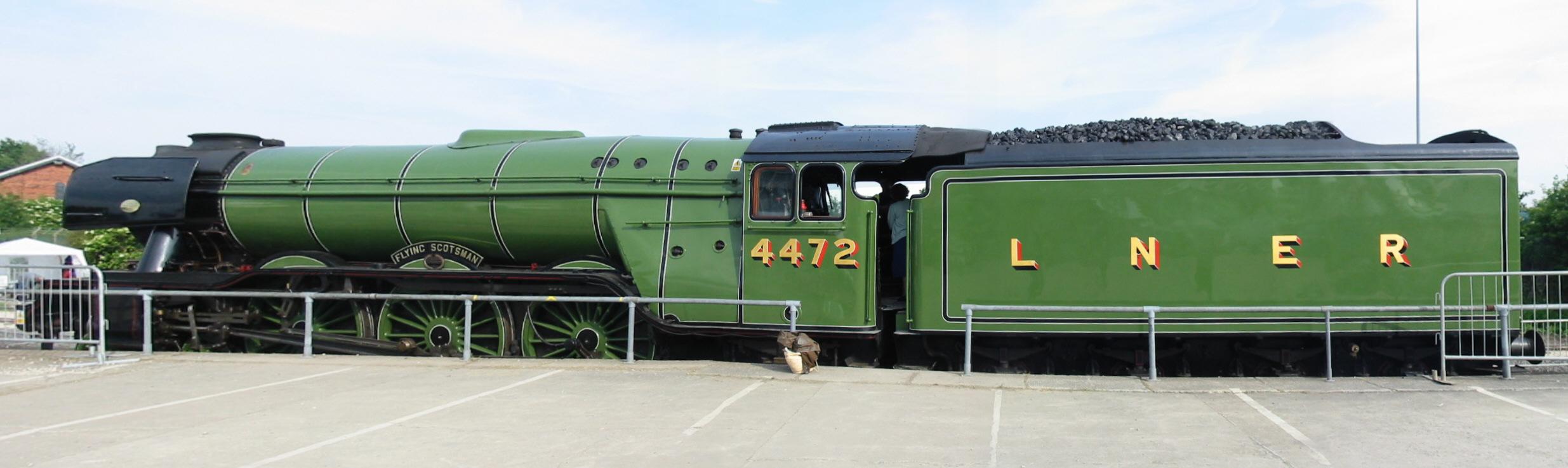
Flying Scotsman на Railfest 2004 в Йорке

Под давлением спонсоров музей изменил планы оставить паровоз в статической экспозиции и начал использовать его для поездок из Йорка, в том числе в качестве локомотива Scarborugh Spa Express  (Йорк — Скарборо), хотя плохое состояние паровоза вскоре стало очевидным. Не сумев выполнить поездку на Railfest и прибыв на место на буксире, после значительных ремонтных работ Flying Scotsman продолжал ломаться все последующие месяцы, а инженерно-технический персонал музея, занятый непрерывным текущим ремонтом, так и не определил критические проблемы, что не позволяло начать их устранение в рамках капитального ремонта. С сентября 2004 года до мая 2005 года паровоз находился в мастерских, где проходил большой промежуточный ремонт, который позволил бы повысить надёжность и продолжить работу до капитального ремонта и реставрации. Но эти усилия результата не дали, поэтому было принято решение немедленно приступить к капитального ремонту и реставрации.

### Капитальный ремонт 2006—2016

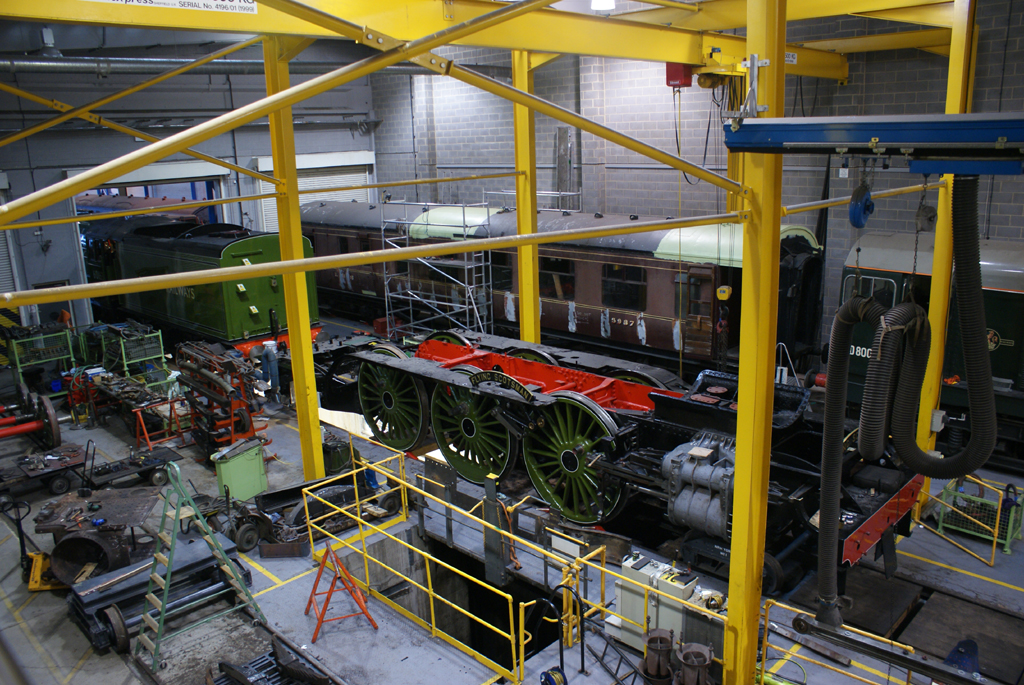
Рамы и колеса Flying Scotsman в мастерской Национального железнодорожного музея (2009)

В январе 2006 года Flying Scotsman поступил на капитальный ремонт в мастерскую Национального железнодорожного музея. Целью ремонта было возвращение конструкции к оригинальному проекту Грезли и продление сертификата на котёл. По первоначальной оценке ремонт должен был занять 1 год и стоить стоить около £750 000. Цех, в котором проводился ремонт, был открыт для посещения, но паровоз был быстро разобран до состояния, когда лишь уступы вдоль котла могли быть узнаны случайным посетителем.
На время реставрации запасной котёл от серии A3 в июне 2005 года был передан компании Riley & Son из Бери для полного восстановления. Его предполагалось установить вместо имевшегося котла от серии A4, как из-за желания вернуть паровозу первоначальный облик, так и потому, что использовавшийся котёл находился в худшем состоянии из-за работы на более высоком давлении после последнего частного ремонта. Как ненужный, котёл от серии A4 был продан Джереми Хоскингу для использования на LNER class A4 4464 Bittern.
В июле 2007 года музей перенёс ожидаемую дату окончания ремонта на 18 месяцев, отчасти из-за проблем с восстановлением котла. В январе 2009 года, с обнаружением новых проблемы, включая деформацию рамы и трещины в правом цилиндре, а также в связи с ростом цен на металлы, музей запустил кампанию SOS (Save Our Scotsman), стремясь найти ещё £250 000 и надеясь завершить работу к 2010 году. В мае 2011 года паровоз был показан на музейном поворотном круге в чёрной раскраске LNER военного времени; после сдаточных испытаний планировалось изменить ливрею на цвет зелёного яблока LNER и с лета начать постоянные поездки. Но в июне 2011 года осмотр выявил трещины в консолях колёс, а в ходе дальнейших исследований обнаружились многочисленные скрытые трещины по всей раме, что потребовало замены подрамника, стяжек и других деталей, которые были признаны неремонтопригодными.

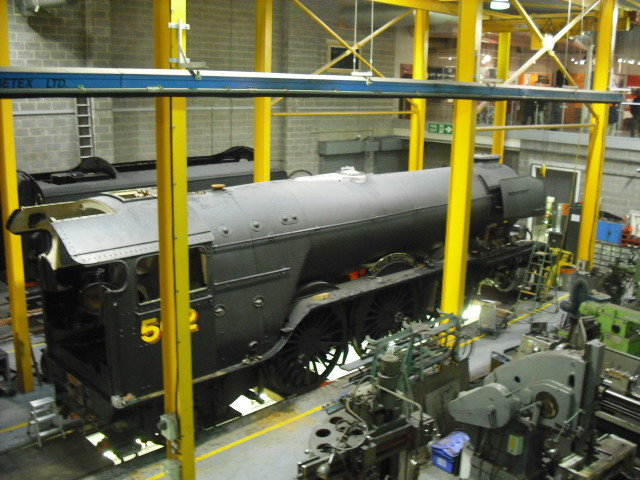
Flying Scotsman в мастерской Национального железнодорожного музея (2012)

В октябре 2012 года работа по-прежнему не была завершена, и музей опубликовал доклад, в котором рассматривались причины задержек и дополнительных затрат. В нём указывалось, что музей сильно недооценил работы, необходимые из-за плохого состояния паровоза, которое не было достоверно установлено по причине поспешного технического освидетельствования. Это привело к чрезмерно оптимистической оценке, не основанной на технических реалиях. Также в докладе констатировалось, что, когда проект был в стадии реализации, администрации не хватало опыта, преемственности и ресурсов для выполнения такой сложной задачи, чему способствовали кадровые проблемы. Хотя музей использовал формальную систему контрактов для работы с поставщиками, менеджеры не смогли применить её должным образом, и она была плохо приспособлена к кустарному производству, присущему отрасли исторической железной дороги. Многие привлечённые исполнители не смогли выполнить свои договорные обязательства. Проблемы также вызвали противоречащие друг другу требования по сертификации паровоза для главного пути и максимально возможному сохранению оригинальных узлов и агрегатов, а также проведения капитального ремонта и использования паровоза в качестве маркетингового инструмента. В докладе рекомендовалось пересмотреть сферу, объём и ответственность системы проектного управления и инженерных функций, а также политику в области контрактов.
После публикации доклада музей нанял компанию First Class Partnerships (FCP) для независимой оценки оставшейся работы, которую сам музей определил как необходимую, и выдачи рекомендации относительно дальнейших действий. В марте 2013 года музей объявил, что по мнению FCP Flying Scotsman не вернётся на главный путь до 2015 года, а исполнителя оставшейся части работы следует определить через публичный тендер. 29 октября 2013 года музей объявил компанию Riley & Son победителем тендера, и в тот же день паровоз оказался в мастерской в Бери со сроком окончания работ не ранее лета 2015 года. 29 апреля 2015 года котёл Flying Scotsman также покинул Национальный железнодорожный музей, чтобы воссоединиться с остальной частью локомотива в мастерской Riley & Son.

### Возвращение в эксплуатацию

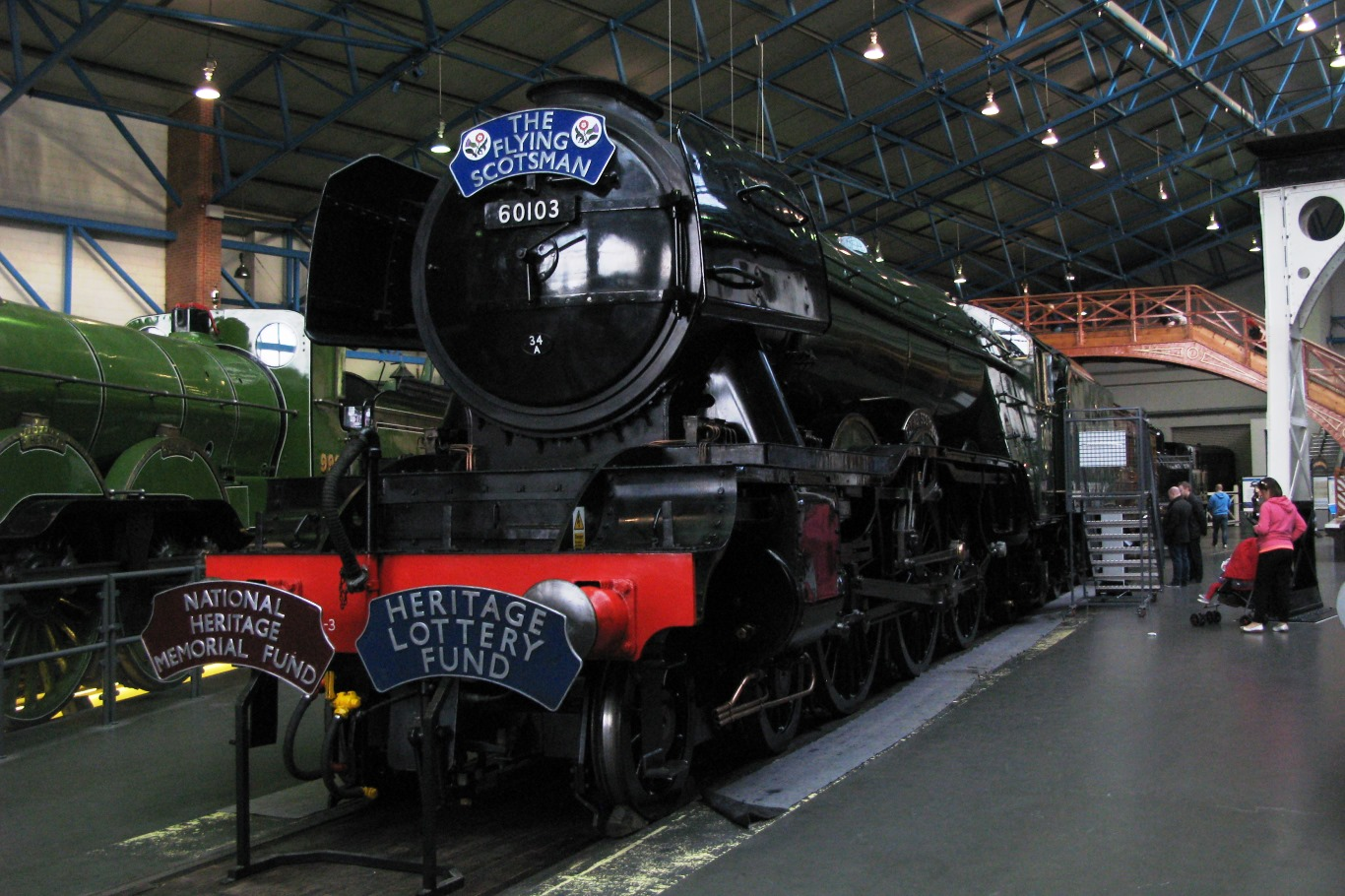
Flying Scotsman в экспозиции Национального железнодорожного музея после капитального ремонта (2016)

Капитальный ремонт был завершен в январе 2016 года, а испытания начались 8 января 2016 года на East Lancashire Railway. Паровоз по-прежнему имел чёрную раскраску военного времени, номер 60103 на дымовой коробке и соответствующие военному времени номера 103 и 502 на боках кабины. Flying Scotsman изначально должен был вести первый поезд Winter Cumbrian Mountain Express от Манчестер-Виктория до Карлайла 23 января, но из-за неисправности тормозов поездка была отложена. Выход на линию состоялся 6 февраля по маршруту от Карнфорта до Карлайла. Первое отправление с лондонского вокзала Кингс-Кросс в Йорк в зелёной ливрее British Railways произошло 25 февраля. Во время этой поездки произошла непредвиденная остановка, из-за того что железнодорожные энтузиасты проникли на пути в районе Сент-Ниетс. В течение 2016 года Flying Scotsman совершил несколько поездок по всей Великобритании.
В сентябре 2016 года музей назвал окончательную стоимость восстановления — £4,5 млн, что было выше, чем объявленная летом 2015 года сумма в £4,2 млн, в связи с необходимостью дополнительных работ и требованием соблюсти срок возвращения паровоза в эксплуатацию.

## Выбор внешнего вида

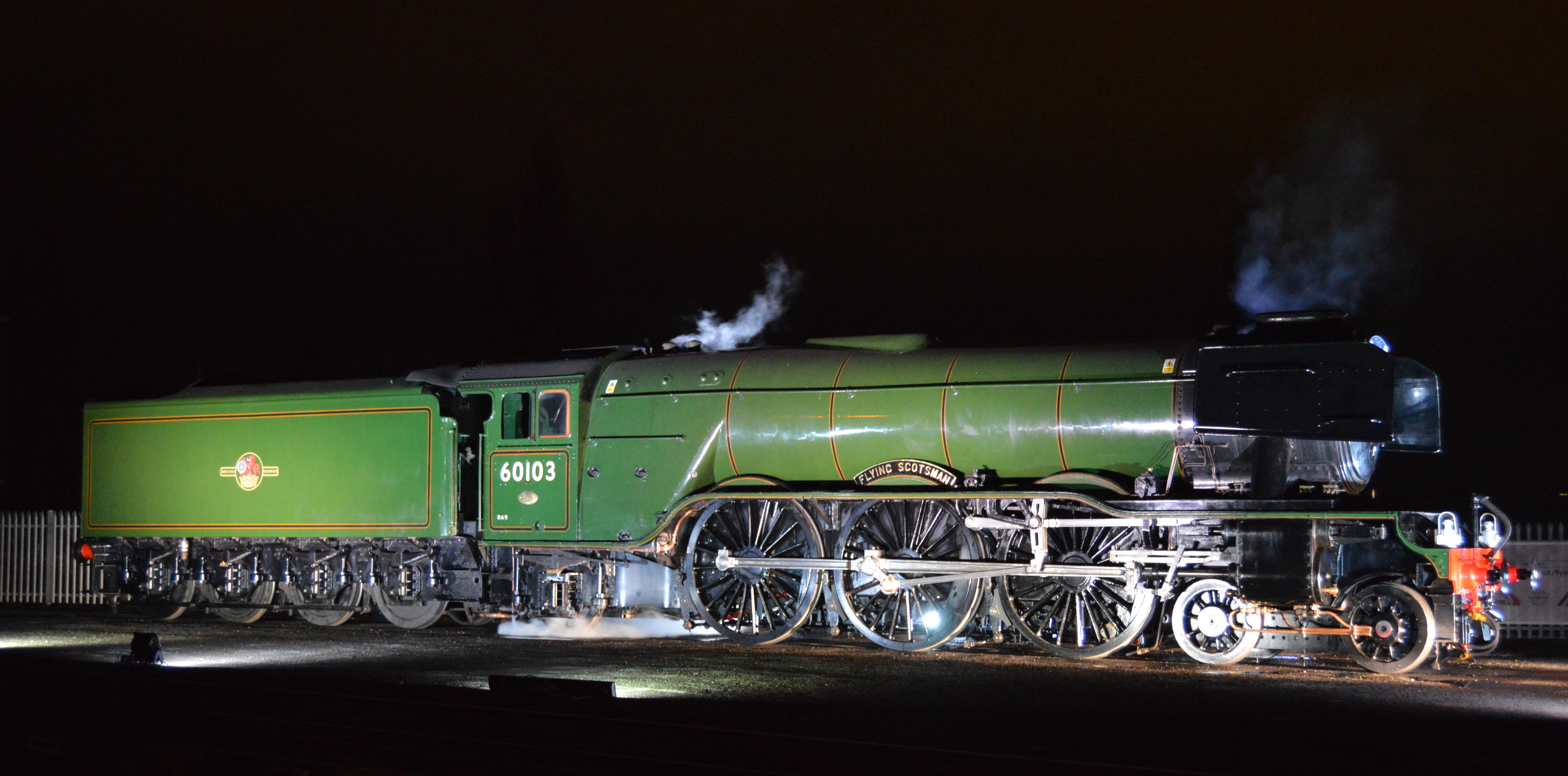
Flying Scotsman во время ночной фотосессии снаружи Национального железнодорожного музея

В 2011 году Национальный железнодорожный музей объявил, что на время испытаний и в период ввода в эксплуатацию Flying Scotsman будет иметь чёрную раскраску LNER военного времени, буквы «N E» на боках тендера, цифры «103» на одной стороне кабины и «502» — на другой (по системе нумерации LNER). Такое же оформление он имел во время предварительного осмотра 28—30 мая 2011 года.
Во время фестиваля Railfest 2—10 июня 2012 года, Flying Scotsman в той же чёрной ливрее стоял перед 4468 Mallard. 7 марта 2013 года был опубликован отчет о реставрации (в отредактированном виде). 23 января 2015 года музей объявил, что дефлекторы дыма и двойная труба будут сохранены, а раскраска паровоза станет зелёной, чтобы максимально точно передать внешний вид № 60103 British Railways.

## В культуре
Из-за активного использование паровоза рекламных целях и последующей насыщенной истории в качестве исторического экспоната, в том числе участия в двух международных мероприятиях, Flying Scotsman стал одним из самых известных паровозов Великобритании. Одним из первых появлений паровоза в кино стал фильм 1929 года «Летучий шотландец», в котором целая сцена разыграна непосредственно на локомотиве.
В 1985 году Flying Scotsman (вместе с Intercity 125 HST) появился в телевизионной рекламе British Rail.
Flying Scotsman стал героем серии книг The Railway Series Уилберта Одри. Локомотив побывал на вымышленном острове Содор в книге Enterprising Engines в гостях у единственного оставшегося брата Гордона. В это время у него было два тендера. Это являлось ключевой особенностью сюжета одной из историй, Tenders for Henry. Когда сюжет был экранизирован в телесериале «Томас и его друзья», где история получила название «Нежные паровозы» (Tender Engines). В кадре появляются только два тендера Flying Scotsman снаружи депо. Планировалось предоставить ему более заметную роль в этом эпизоде, но из-за бюджетных ограничений создать полноценную модель паровоза не удалось.
Во всей красе Flying Scotsman предстаёт в фильме 2016 года Thomas & Friends: The Great Race.
Flying Scotsman должен был участвовать в передаче Top Gear Race to the North, но из-за ремонта его место занял LNER Peppercorn Class A1 60163 Tornado.
Модель Flying Scotsman появляется в шестом эпизоде и эпизоде The Great Train Race телесериала James May’s Toy Stories. Игрушка принадлежит самому Джеймсу Мэю и выбрана для установления мирового рекорда по длине игрушечной железной дороги. Поезд должен был преодолеть более 10 км от Барнстапла до Байдфорда в Норт-Девоне (музей), но попытка провалилась в самом начале пути в шестом эпизоде. В The Great Train Race 16 апреля 2011 года она завершилась успешно.
Специальная серия монет в £5, посвящённая Летним Олимпийским играм в Лондоне, украшена на реверсе изображением Flying Scotsman.
Flying Scotsman присутствует в играх Microsoft Train Simulator и Train Simulator (Railworks).
Flying Scotsman был показан в документальном фильме BBC Four Flying Scotsman from the Footplate, вышедшем в эфир 29 декабря 2016 года.